# Loděnice (powiat Beroun)
Loděnice – gmina w Czechach, w powiecie Beroun, w kraju środkowoczeskim. Według danych z dnia 1 stycznia 2013 liczyła 1688 mieszkańców.